# Agnostic Front
Agnostic Front — Oi! колектив з Нью-Йорку. Музиканти починали грати хардкор-панк, як і багато їхніх сучасників у середині 1980-их, вийшовши на передній план нью-йоркської сцени хардкору зі своїм альбомом Victim in Pain (1984). Згодом вони додали у свою музику елементи треш-металу.

## Учасники
- Роджер Мірет — вокал (з 1982)
- Вінні Стіґма — гітара (з 1980)
- Майк Ґалло — бас (з 2001)
- Покі Мо — ударні (з 2009)
- Крейґ Сільверман — гітара (з 2014)

## Дискографія
Студійні альбоми
- Victim in Pain (1984)
- Cause for Alarm (1986)
- Liberty and Justice For… (1987)
- One Voice (1992)
- Something's Gotta Give (1998)
- Riot, Riot, Upstart (1999)
- Dead Yuppies (2001)
- Another Voice (2004)
- Warriors (2007)
- My Life My Way (2011)

Живі альбоми
- Live at CBGB (1989)
- Last Warning (1993)
- Working Class Heroes (2002)
- Live at CBGB — 25 Years of Blood, Honor and Truth (2006)

Компіляції
- Raw Unleashed (1995)
- Respect Your Roots Worldwide (2012)

Міні-альбоми
- United Blood (1983)
- Puro des Madre (en español) (1998)
- For My Family (2007)
- That's Life 7" (2011)